# Belinda Green
Belinda Lynette Green (Melbourne, 4 de mayo de 1952) es una reina de belleza australiana que ganó la competición de Miss Mundo 1972 a los 20 años de edad.
Creciendo en Sídney, se convirtió en la segunda mujer de su país en ganar el título; la primera fue Penelope Plummer, coronada en 1968. El concurso de belleza tuvo lugar en Londres, en el Royal Albert Hall. 
Su triunfo llegó en un año en el que Australia vio ganar la corona de Miss Universo, el título de Miss Asia-Pacífico y acabar como primera subcampeona en Miss Internacional.

## Vida personal
Green estuvo casada con el empresario publicitario John Singleton durante varios años hasta 1987. Tuvieron dos hijas.